# Историја Намибије
Историја Намибије сеже у давна времена. Према археолошким истраживањима, сматра се да је територија данашње Намибије била насељена од најранијих времена. 
У давна времена у овој регији живела су племена Бушмана. Касније су се населиле и друге етничке групе: Нама, Дамара, Хереро, Овамбо, Каванго те Бастери (потомци Бура и афричких жена).
Први белац, који је ступио на тло Намибије, био је португалски морепловац Диого Као 1485. године, који се само кратко задржао направивши миљоказ у облику крста на Обали костура. Обала Намибије врло је негостољубива па се овде нико није дуго задржавао од белаца, који су се ту затекли, нити су одлазили далеко у унутрашњост. Међу онима који су показали већи интерес за Намибију били су мисионари, прво енглески англиканци па немачки протестанти.
Прва држава која је показала конкретно занимање за власништво над територијем Намибије била је Велика Британија, која је 1878. прогласио протекторат над подручјем око Валвис Беја. 
Године 1883, Немац Адолф Лидеритц купио је подручје Ангра Пекена у данашњој Намибији. Након преговора између Немачке и Велике Британије, одлучено је да Намибија припадне Нијемцима, сем Валвис Беја. Ова територија билао је позната као Немачка југозападна Африка и био је већи од територије тадашње Немачке. 
Први значајан устанак догодио се 1903, под вођством Самуела Махарера. У почетку су староседеоци имали добре резултате, али након слања многобројне немачке војске, староседеоци су претрпели тешке губитке, а многи су или убијени или протерани у данашњу Боцвану. Немири су се наставили до 1907, када је постигнут мир. Процењује се да је у том сукобу убијено око 40-000 људи. 
После Првог светског рата, Намибија је потпала под Јужноафричку Унију. С временом је то постала војна окупација с апартхејдом. Године 1966, почела је борба за независност. Од тог раздобља, почиње се користити назив „Намибија“. Након дуге борбе у Намибијском рату за независност, у којем је на челу била милитатна организација СВАПО, међународна заједница с временом више није признавала право Јужноафричке Републике, да контролише подручје Намибије. Дана, 21. марта 1990, у присуству генералног секретара Уједињених нација проглашена је независност Намибије. Први председник је био Сем Нујома из реда СВАПО-а који је постао главна политичка партија. Нујома је променио устав, како би могао да се поново кандидује 1999. на председничким изборима, на којима је и победио. Године 2004, за председника је изабран припадник СВАПО-а Хификепуње Похамба.